# William Hindman

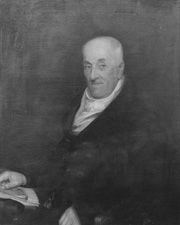
William Hindman

William Hindman (* 1. April 1743 im Dorchester County, Province of Maryland; † 19. Januar 1822 in Baltimore, Maryland) war ein US-amerikanischer Jurist und Politiker (Föderalistische Partei) des Bezirkes Talbot County. Er vertrat Maryland im Kontinentalkongress sowie in beiden Kammern des US-Kongresses.

## Leben
William Hindman wurde als zweiter Sohn von Jacob Hindman (1713–1766) und Maria Trippe Hindman (gestorben 1782) geboren. Sein Vater war Plantagenbesitzer, von 1745 bis 1748 Sheriff von Talbot County und Mitglied der Kolonialversammlung. William studierte Rechtswissenschaften an den Inns of Court in London. Im Jahre 1765, dem Jahr des Widerspruches gegen den Stamp Act, kehrte er nach Maryland zurück, erhielt seine Zulassung als Rechtsanwalt und praktizierte im Talbot County.
Von 1775 bis zu seiner Wahl in den Senat von Maryland im Jahr 1777 gehörte er als Schatzmeister für die Ostküste der Regierung von Maryland an. Bis zum Jahre 1784 wurde er mehrmals in den Senat gewählt und in den Jahren 1785 und 1786 als Delegierter in den Kontinentalkongress entsandt. Von 1789 bis zu seiner neuerlichen Wahl in den Staatssenat im Jahr 1792 war er Exekutivrat des Gouverneurs von Maryland. Nach dem Rücktritt von Joshua Seney am 6. Dezember 1792 wurde Hindman als Vertreter zunächst des zweiten und später des siebten Wahlbezirks von Maryland in das Repräsentantenhaus der Vereinigten Staaten gewählt, dem er bis zum Jahr 1799 angehörte. Zwischen 1799 und 1800 saß er im Abgeordnetenhaus von Maryland. Nachdem US-Senator James Lloyd am 1. Dezember 1800 sein Amt niedergelegt hatte, übernahm Hindman diese Funktion bis zum Ende der Funktionsperiode im November 1801. Eine neuerliche Wiederwahl lehnte er ab.
Hindman ist auf dem Old Saint Pauls Friedhof in Baltimore begraben.